# Lev Favorskiy
Lev Ivanovich Favorskiy  (em russo: Лев Иванович Фаворский) (1893-1969) foi um futebolista russo que atuava como goleiro.ele fez parte da Seleção Russa de Futebol que participou dos Jogos Olímpicos de Verão de 1912. Jogou apenas três vezes pela Equipe Olímpica da Rússia,sofrendo 20 gols. ele ainda jogou uma partida pela Seleção Principal,um amistoso contra a Hungria,no qual a Rússia perdeu por 9x0. Favorsky encerrou a carreira ainda em 1912,por conta de uma lesão no joelho.